# Аеродром Рага
Аеродром Рага (: ) је ваздухопловно пристаниште код града Рага у вилајету Западни Бахр ел Газал у Јужном Судану. смештен је на 545 метара надморске висине и има једну полетно-слетну стазу дужине 914 метара.